# Anières
Anières település Svájcban, Genf kantonban. Lakosainak száma 2402 fő (2018. december 31.). Genf városának agglomerációjába sorolható.

## Népesség
A település népességének változása az elmúlt években:
| 2017 | 2 456 |
| 2018 | 2 402 |

Történelmi viszonylatban: